# Palasport Villa Romiti
Il palasport comunale Villa Romiti è un impianto sportivo situato a Forlì. Si tratta del secondo palazzetto dello sport cittadino per capienza.
Fino al 1987 la struttura ospitava le partite casalinghe della Libertas Forlì, squadra che calcò i palcoscenici del campionato di Serie A1 in più stagioni. L'avvento del più capiente e moderno PalaFiera, inaugurato nel 1987, segnò un passaggio di consegne e portò la struttura di via Sapinia ad un ruolo di secondo piano. Tuttavia la Libertas scomparve nel 1999 ed il basket cittadino fu costretto a ripartire dalle serie minori, facendo di conseguenza ritorno al più adeguato Villa Romiti. Fino al 2016 ha ospitato le partite della volley 2002 Forlì.
Oggi l'impianto ospita le partite della Libertas Forlì di pallacanestro femminile e di alcune squadre maschili minori di pallacanestro. Viene inoltre utilizzato anche per altri sport quali ginnastica, pattinaggio e pugilato. Dalla stagione 2010-11 le partite di pallacanestro maschile sono tornate ad essere disputate nel più capiente impianto del PalaFiera, dopo la promozione in Legadue della Fulgor Libertas Forlì.
È composto da due curve (una di queste è solitamente riservata agli ultras ospiti per intero) ed una tribuna centrale, per un totale di circa 2000 posti a sedere. Dispone anche di una saletta riunioni ed uffici.